# Ectropothecium rechingeri
Ectropothecium rechingeri är en bladmossart som beskrevs av Brotherus in Rechinger 1908. Ectropothecium rechingeri ingår i släktet Ectropothecium och familjen Hypnaceae. Inga underarter finns listade i Catalogue of Life.